# 2008-as U20-as női labdarúgó-világbajnokság
A 2008-as U20-as női labdarúgó-világbajnokság házigazdája Chile volt, az eseményt 2008. november 19. és december 7. között rendezték meg. A torna tizenhat csapat részvételével zajlott, ahol mind a hat konföderáció képviseltette magát, a rendező Chile automatikusan résztvevő volt a házigazda jogán.

## Előzmények
2006. október 15-én a FIFA hivatalosan bejelentette, hogy Chile lesz a rendező. Ez a harmadik alkalom, hogy Chile labdarúgó-világbajnokságnak ad otthont, korábban az 1962-es labdarúgó-világbajnokság és az 1987-es ifjúsági labdarúgó-világbajnokság házigazdája volt, ez az első alkalom, hogy női tornát rendez. A döntés meglepetésként érte Chilét, mivel eredetileg neki adták a 2008-as U17-es női labdarúgó-világbajnokság rendezési jogát, melyet végül Új-Zéland kapott meg (Ecuador mindkét esetben sikertelenül pályázott). Chile korábban otthont adott a 2006-os U20-as női Dél-amerikai kontinensviadalnak, valamint 2008 januárjában az első U17-es női Dél-amerikai kontinensviadalnak is.

## Helyszínek
Négy különböző város négy stadionjában rendezik a mérkőzéseket. A stadionok átépítése eleget tesz a FIFA minősítésének, melyeket 2007 decembere és 2008 szeptembere között hajtottak végre. A helyszínek a következők:
- Francisco Sánchez Rumoroso Municipal Stadium, Coquimbo[5]
- La Florida Municipal Stadium, La Florida (Santiago de Chile)
- Nelson Oyarzún Arenas Municipal Stadium, Chillán
- Germán Becker Municipal Stadium, Temuco

| Coquimbo                                     | La Florida/Santiago             |
| -------------------------------------------- | ------------------------------- |
| Estadio Municipal Francisco Sánchez Rumoroso | Estadio Municipal de La Florida |
| Befogadóképesség: 17 750                     | Befogadóképesség: 12 000        |
|                                              |                                 |
|                                              |                                 |
| Chillán                                      | Temuco                          |
| Estadio Municipal Nelson Oyarzún Arenas      | Estadio Municipal Germán Becker |
| Befogadóképesség: 12 000                     | Befogadóképesség: 18 125        |
|                                              |                                 |

## Résztvevők
A helyeket az alábbi módon osztották szét a szövetségek között: AFC (3), CAF (2), CONCACAF (3), CONMEBOL (2), OFC (1), UEFA (4), valamint a házigazda.
| Kontinens                               | Konföderáció | Résztvevő(k)                                    |
| --------------------------------------- | ------------ | ----------------------------------------------- |
| Ázsia                                   | AFC          | Észak-Korea · Japán · Kína                      |
| Afrika                                  | CAF          | Nigéria · Kongói DK                             |
| Észak-, Közép-Amerika és a Karib-térség | CONCACAF     | Kanada · Egyesült Államok · Mexikó              |
| Dél-Amerika                             | CONMEBOL     | Argentína · Brazília                            |
| Óceánia                                 | OFC          | Új-Zéland                                       |
| Európa                                  | UEFA         | Anglia · Franciaország · Németország · Norvégia |
| Házigazda                               | Házigazda    | Chile                                           |

## Játékvezetők
| Afrika - Therese Sagno Ázsia - Jamagisi Szacsiko - Bentla D’Coth - Jacqui Melksham Dél-Amerika - Gabriela Bandeira - Carolina González | Észak-, Közép-Amerika és a Karibi-térség - Carol Anne Chenard - Jennifer Bennett - Erika Vargas Európa - Floarea Cristina Ionescu - Gaál Gyöngyi - Alexandra Ihringova - Bibiana Steinhaus - Tanja Hausott |

## Eredmények
Minden időpont helyi idő szerinti (GMT-3)

### Csoportkör
A torna első szakaszára négy négycsapatos csoportot alakítottak ki, melyekből az első két helyezett jut tovább a negyeddöntőbe. A csoportok beosztását Santiago de Chileben sorsolták ki 2008. szeptember 13-án a Greenwichi középidő szerint 20:30 órakor.

#### A csoport
| Csapat    | M | Gy | D | V | G+ | G– | Gk | P |
| --------- | - | -- | - | - | -- | -- | -- | - |
| Nigéria   | 3 | 2  | 1 | 0 | 6  | 3  | +3 | 7 |
| Anglia    | 3 | 1  | 2 | 0 | 4  | 2  | +2 | 5 |
| Új-Zéland | 3 | 1  | 1 | 1 | 7  | 7  | 0  | 4 |
| Chile     | 3 | 0  | 0 | 3 | 3  | 8  | –5 | 0 |

| 2008. november 19. 15:00 |

| Új-Zéland        | 2–3               | Nigéria                                 |
| ---------------- | ----------------- | --------------------------------------- |
| Percival 42' 52' | (1–2) Jegyzőkönyv | Michael 31' Chukwudi 35' Chikwelu 90+2' |

| Estadio Municipal Francisco Sánchez Rumoroso, Coquimbo Játékvezető: Tanja Hausott (osztrák) |

| 2008. november 19. 21:00 |

| Chile | 0–2               | Anglia                 |
| ----- | ----------------- | ---------------------- |
|       | (0–0) Jegyzőkönyv | Chaplen 54' Duggan 79' |

| Estadio Municipal Francisco Sánchez Rumoroso, Coquimbo Nézőszám: 15 045 Játékvezető: Bennett (USA) |

| 2008. november 22. 18:00 |

| Nigéria  | 1–1               | Anglia      |
| -------- | ----------------- | ----------- |
| Orji 71' | (0–1) Jegyzőkönyv | Dowie 45+1' |

| Estadio Municipal Francisco Sánchez Rumoroso, Coquimbo Játékvezető: Chenard (kanadai) |

| 2008. november 22. 21:00 |

| Chile                               | 3–4               | Új-Zéland                                                |
| ----------------------------------- | ----------------- | -------------------------------------------------------- |
| Mardones 50' Pardo 83' Zamora 90+2' | (0–2) Jegyzőkönyv | White 20' 36' (11-esből) 74' Leota 66' Percival 40′, 87′ |

| Estadio Municipal Francisco Sánchez Rumoroso, Coquimbo Nézőszám: 16 324 Játékvezető: Vargas (Costa Rica-i) |

| 2008. november 26. 19:00 |

| Nigéria                       | 2–0               | Chile |
| ----------------------------- | ----------------- | ----- |
| Guajardo 15' (öngól) Orji 41' | (2–0) Jegyzőkönyv |       |

| Estadio Municipal Germán Becker, Temuco Nézőszám: 18 125 Játékvezető: Steinhaus (német) |

| 2008. november 26. 19:00 |

| Anglia       | 1–1               | Új-Zéland                     |
| ------------ | ----------------- | ----------------------------- |
| Duggan 90+4' | (0–1) Jegyzőkönyv | McLaughlin 27' Hoyle 65′, 70′ |

| Estadio Municipal de La Florida, La Florida Nézőszám: 8 661 Játékvezető: Baba (japán) |

#### B csoport
| Csapat           | M | Gy | D | V | G+ | G– | Gk | P |
| ---------------- | - | -- | - | - | -- | -- | -- | - |
| Egyesült Államok | 3 | 2  | 0 | 1 | 6  | 2  | +4 | 6 |
| Franciaország    | 3 | 2  | 0 | 1 | 5  | 4  | +1 | 6 |
| Kína             | 3 | 1  | 1 | 1 | 2  | 2  | 0  | 4 |
| Argentína        | 3 | 0  | 1 | 2 | 1  | 6  | –5 | 1 |

| 2008. november 19. 12:00 |

| Kína | 0–0           | Argentína |
| ---- | ------------- | --------- |
|      | (Jegyzőkönyv) |           |

| Estadio Municipal Nelson Oyarzún Arenas, Chillán Nézőszám: 3 500 Játékvezető: Gaál (magyar) |

| 2008. november 19. 15:00 |

| Franciaország | 0–3               | Egyesült Államok          |
| ------------- | ----------------- | ------------------------- |
|               | (0–0) Jegyzőkönyv | Morgan 53' Leroux 56' 71' |

| Estadio Municipal Nelson Oyarzún Arenas, Chillán Nézőszám: 4 300 Játékvezető: Jacqui Melksham (ausztrál) |

| 2008. november 22. 12:00 |

| Egyesült Államok           | 3–0               | Argentína |
| -------------------------- | ----------------- | --------- |
| Edwards 11' Morgan 53' 90' | (1–0) Jegyzőkönyv |           |

| Estadio Municipal Nelson Oyarzún Arenas, Chillán Játékvezető: Ionescu (román) |

| 2008. november 22. 15:00 |

| Kína | 0–2               | Franciaország           |
| ---- | ----------------- | ----------------------- |
|      | (0–0) Jegyzőkönyv | Delie 70' Le Sommer 87' |

| Estadio Municipal Nelson Oyarzún Arenas, Chillán Nézőszám: 7 590 Játékvezető: Sagno (guineai) |

| 2008. november 26. 16:00 |

| Egyesült Államok | 0–2               | Kína                 |
| ---------------- | ----------------- | -------------------- |
|                  | (0–0) Jegyzőkönyv | Zhang R. 52' Liu 58' |

| Estadio Municipal Germán Becker, Temuco Játékvezető: Tanja Hausott (osztrák) |

| 2008. november 26. 16:00 |

| Argentína                 | 1–3               | Franciaország                   |
| ------------------------- | ----------------- | ------------------------------- |
| Jaimes 42' Gomez 49′, 81′ | (1–0) Jegyzőkönyv | Le Sommer 65' 80' Machart 90+3' |

| Estadio Municipal de La Florida, La Florida Játékvezető: Chenard (kanadai) |

#### C csoport
| Csapat      | M | Gy | D | V | G+ | G– | Gk  | P |
| ----------- | - | -- | - | - | -- | -- | --- | - |
| Japán       | 3 | 3  | 0 | 0 | 7  | 2  | +5  | 9 |
| Németország | 3 | 2  | 0 | 1 | 8  | 3  | +5  | 6 |
| Kanada      | 3 | 1  | 0 | 2 | 5  | 4  | +1  | 3 |
| Kongói DK   | 3 | 0  | 0 | 3 | 1  | 12 | –11 | 0 |

| 2008. november 20. 16:00 |

| Kanada | 0–2               | Japán               |
| ------ | ----------------- | ------------------- |
|        | (0–2) Jegyzőkönyv | Gotó 28' Tanaka 40' |

| Estadio Municipal de La Florida, La Florida Játékvezető: Ihringova (angol) |

| 2008. november 20. 19:00 |

| Kongói DK | 0–5               | Németország                                                            |
| --------- | ----------------- | ---------------------------------------------------------------------- |
|           | (0–3) Jegyzőkönyv | Kulig 7' 90+1' Baunach 8' I. Kerschowski 43' (11-esből) N. Banecki 82' |

| Estadio Municipal de La Florida, La Florida Nézőszám: 3 478 Játékvezető: Bandeira (uruguayi) |

| 2008. november 23. 18:00 |

| Németország        | 1–2               | Japán                    |
| ------------------ | ----------------- | ------------------------ |
| I. Kerschowski 61' | (0–1) Jegyzőkönyv | Kojama 41' Nagaszato 83' |

| Estadio Municipal de La Florida, La Florida Játékvezető: Bentla D’Coth (indiai) |

| 2008. november 23. 21:00 |

| Kanada                                             | 4–0               | Kongói DK |
| -------------------------------------------------- | ----------------- | --------- |
| Riverso 1' Lam-Feist 40' Filigno 77' Armstrong 90' | (2–0) Jegyzőkönyv |           |

| Estadio Municipal de La Florida, La Florida Nézőszám: 7 482 Játékvezető: Gaál (magyar) |

| 2008. november 27. 19:00 |

| Németország            | 2–1               | Kanada        |
| ---------------------- | ----------------- | ------------- |
| Schmidt 77' Schwab 90' | (0–0) Jegyzőkönyv | Lam-Feist 81' |

| Estadio Municipal Francisco Sánchez Rumoroso, Coquimbo Nézőszám: 14 048 Játékvezető: Jacqui Melksham (ausztrál) |

| 2008. november 27. 19:00 |

| Japán                                     | 3–1               | Kongói DK |
| ----------------------------------------- | ----------------- | --------- |
| Mafuala 4' (öngól) Ataejama 10' Ucugi 78' | (2–1) Jegyzőkönyv | Amani 6'  |

| Estadio Municipal Nelson Oyarzún Arenas, Chillán Nézőszám: 6 200 Játékvezető: Ionescu (román) |

#### D csoport
| Csapat      | M | Gy | D | V | G+ | G– | Gk  | P |
| ----------- | - | -- | - | - | -- | -- | --- | - |
| Brazília    | 3 | 3  | 0 | 0 | 11 | 2  | +9  | 9 |
| Észak-Korea | 3 | 2  | 0 | 1 | 10 | 6  | +4  | 6 |
| Norvégia    | 3 | 1  | 0 | 2 | 4  | 7  | –3  | 3 |
| Mexikó      | 3 | 0  | 0 | 3 | 2  | 12 | –10 | 0 |

| 2008. november 20. 16:00 |

| Mexikó    | 1–2               | Norvégia           |
| --------- | ----------------- | ------------------ |
| Garza 28' | (1–1) Jegyzőkönyv | Lund 26' Enget 76' |

| Estadio Municipal Germán Becker, Temuco Játékvezető: Baba (japán) |

| 2008. november 20. 19:00 |

| Brazília                                          | 3–2               | Észak-Korea               |
| ------------------------------------------------- | ----------------- | ------------------------- |
| Janaína 45+2' Érika 48' Francielle 66' (11-esből) | (1–1) Jegyzőkönyv | Ri Y. 30' Ri Un Hyang 90' |

| Estadio Municipal Germán Becker, Temuco Nézőszám: 12 500 Játékvezető: Steinhaus (német) |

| 2008. november 23. 12:00 |

| Észak-Korea          | 3–2               | Norvégia          |
| -------------------- | ----------------- | ----------------- |
| Ri Y. 17' Ra 29' 64' | (2–0) Jegyzőkönyv | Herlovsen 52' 59' |

| Estadio Municipal Germán Becker, Temuco Játékvezető: Bennett (USA) |

| 2008. november 23. 15:00 |

| Mexikó | 0–5               | Brazília                                                             |
| ------ | ----------------- | -------------------------------------------------------------------- |
|        | (0–2) Jegyzőkönyv | Pamela 4' Francielle 40' Daiane 68' Ketlen 90+4' Ortiz 90+5' (öngól) |

| Estadio Municipal Germán Becker, Temuco Nézőszám: 13 080 Játékvezető: Ihringova (angol) |

| 2008. november 27. 16:00 |

| Észak-Korea                                     | 5–1               | Mexikó     |
| ----------------------------------------------- | ----------------- | ---------- |
| Ryom 9' Pak 17' Choe U. 39' Ri H. 53' Ri Y. 66' | (3–0) Jegyzőkönyv | Corral 84' |

| Estadio Municipal Nelson Oyarzún Arenas, Chillán Játékvezető: Carolina González (chilei) |

| 2008. november 27. 16:00 |

| Norvégia | 0–3               | Brazília                        |
| -------- | ----------------- | ------------------------------- |
|          | (0–1) Jegyzőkönyv | Érika 39' Daiane 80' Pamela 83' |

| Estadio Municipal Francisco Sánchez Rumoroso, Coquimbo Játékvezető: Vargas (Costa Rica-i) |

### Egyenes kieséses szakasz
|  |                          |                  |                        |                      |   |                  |                          |                          |                          |                          |               |       |       |
|  | Negyeddöntők             | Negyeddöntők     | Negyeddöntők           |                      |   | Elődöntők        | Elődöntők                | Elődöntők                |                          |                          | Döntő         | Döntő | Döntő |
|  | Negyeddöntők             | Negyeddöntők     | Negyeddöntők           |                      |   | Elődöntők        | Elődöntők                | Elődöntők                |                          |                          | Döntő         | Döntő | Döntő |
|  | november 30. – Coquimbo  |                  |                        |                      |   |                  |                          |                          |                          |                          |               |       |       |
|  |                          |                  |                        |                      |   |                  |                          |                          |                          |                          |               |       |       |
|  | Nigéria                  | Nigéria          | 2                      |                      |   |                  |                          |                          |                          |                          |               |       |       |
|  | Nigéria                  | Nigéria          | 2                      | december 4. – Temuco |   |                  |                          |                          |                          |                          |               |       |       |
|  | Franciaország            | Franciaország    | 3                      |                      |   |                  |                          |                          |                          |                          |               |       |       |
|  | Franciaország            | Franciaország    | 3                      |                      |   | Franciaország    | Franciaország            | 1                        |                          |                          |               |       |       |
|  | december 1. – La Florida |                  |                        |                      |   | Franciaország    | Franciaország            | 1                        |                          |                          |               |       |       |
|  |                          |                  | Észak-Korea            | Észak-Korea          | 2 |                  |                          |                          |                          |                          |               |       |       |
|  | Japán                    | Japán            | Észak-Korea            | Észak-Korea          | 2 | 1                |                          |                          |                          |                          |               |       |       |
|  | Japán                    | Japán            |                        |                      |   | 1                | december 7. – La Florida |                          |                          |                          |               |       |       |
|  | Észak-Korea              | Észak-Korea      | 2                      |                      |   |                  |                          |                          |                          |                          |               |       |       |
|  | Észak-Korea              | Észak-Korea      | 2                      |                      |   | Észak-Korea      | Észak-Korea              | 1                        |                          |                          |               |       |       |
|  | november 30. – Chillán   |                  |                        |                      |   | Észak-Korea      | Észak-Korea              | 1                        |                          |                          |               |       |       |
|  |                          |                  | Egyesült Államok       | Egyesült Államok     | 2 |                  |                          |                          |                          |                          |               |       |       |
|  | Egyesült Államok         | Egyesült Államok | Egyesült Államok       | Egyesült Államok     | 2 | 3                |                          |                          |                          |                          |               |       |       |
|  | Egyesült Államok         | Egyesült Államok | december 4. – Coquimbo |                      |   | 3                |                          |                          |                          |                          |               |       |       |
|  | Anglia                   | Anglia           | 0                      |                      |   |                  |                          |                          |                          |                          |               |       |       |
|  | Anglia                   | Anglia           | 0                      |                      |   | Egyesült Államok | Egyesült Államok         | 1                        | Bronzmérkőzés            | Bronzmérkőzés            | Bronzmérkőzés |       |       |
|  | december 1. – Temuco     |                  |                        |                      |   | Egyesült Államok | Egyesült Államok         | 1                        | Bronzmérkőzés            | Bronzmérkőzés            | Bronzmérkőzés |       |       |
|  |                          |                  | Németország            | Németország          | 0 |                  |                          | december 7. – La Florida | december 7. – La Florida | december 7. – La Florida |               |       |       |
|  | Brazília                 | Brazília         | Németország            | Németország          | 0 | 2                |                          | december 7. – La Florida | december 7. – La Florida | december 7. – La Florida |               |       |       |
|  | Brazília                 | Brazília         |                        |                      |   |                  |                          | Franciaország            | Franciaország            | 3                        |               |       |       |
|  | Németország              | Németország      | 3                      |                      |   |                  |                          | Franciaország            | Franciaország            | 3                        |               |       |       |
|  | Németország              | Németország      | 3                      |                      |   | Németország      | Németország              | 5                        |                          |                          |               |       |       |
|  |                          |                  |                        |                      |   | Németország      | Németország              | 5                        |                          |                          |               |       |       |

#### Negyeddöntők
| 2008. november 30. 16:00 |

| Nigéria             | 2–3               | Franciaország                              |
| ------------------- | ----------------- | ------------------------------------------ |
| Orji 13' Jegede 38' | (2–1) Jegyzőkönyv | Machart 2' Le Sommer 49' Coton Pelagie 88' |

| Estadio Municipal Francisco Sánchez Rumoroso, Coquimbo Nézőszám: 12 363 Játékvezető: Bennett (USA) |

| 2008. november 30. 19:00 |

| Egyesült Államok             | 3–0               | Anglia |
| ---------------------------- | ----------------- | ------ |
| Winters 53' Leroux 81' 90+4' | (0–0) Jegyzőkönyv |        |

| Estadio Municipal Nelson Oyarzún Arenas, Chillán Nézőszám: 11 080 Játékvezető: Jacqui Melksham (ausztrál) |

| 2008. december 1. 16:00 |

| Japán         | 1–2               | Észak-Korea    |
| ------------- | ----------------- | -------------- |
| Nagaszato 39' | (1–1) Jegyzőkönyv | Cha 22' Ra 60' |

| Estadio Municipal de La Florida, La Florida Nézőszám: 8 614 Játékvezető: Tanja Hausott (Ausztria) |

| 2008. december 1. 19:00 |

| Brazília                        | 2–3               | Németország                            |
| ------------------------------- | ----------------- | -------------------------------------- |
| Schiewe 38' (öngól) Adriane 88' | (1–1) Jegyzőkönyv | S. Banecki 44' Bock 68' N. Banecki 82' |

| Estadio Municipal Germán Becker, Temuco Nézőszám: 12 854 Játékvezető: Chenard (kanadai) |

#### Elődöntők
| 2008. december 4. 16:00 |

| Franciaország     | 1–2               | Észak-Korea                 |
| ----------------- | ----------------- | --------------------------- |
| Coton Pelagie 51' | (0–0) Jegyzőkönyv | Ri Un Hyang 68' Ri Y. 90+3' |

| Estadio Municipal Germán Becker, Temuco Nézőszám: 13 184 Játékvezető: Chenard (kanadai) |

| 2008. december 4. 19:00 |

| Egyesült Államok | 1–0               | Németország |
| ---------------- | ----------------- | ----------- |
| Leroux 21'       | (1–0) Jegyzőkönyv |             |

| Estadio Municipal Francisco Sánchez Rumoroso, Coquimbo Nézőszám: 15 548 Játékvezető: Baba (japán) |

#### 3. helyért
| 2008. december 7. 15:30 |

| Franciaország                 | 3–5               | Németország                               |
| ----------------------------- | ----------------- | ----------------------------------------- |
| Pervier 45+1' 75' Delie 90+2' | (1–3) Jegyzőkönyv | Pollmann 10' 29' 31' Simic 67' Schwab 80' |

| Estadio Municipal de La Florida, La Florida Játékvezető: Bennett (USA) |

#### Döntő
| 2008. december 7. 18:30 |

| Észak-Korea | 1–2               | Egyesült Államok      |
| ----------- | ----------------- | --------------------- |
| Cha 90+2'   | (0–2) Jegyzőkönyv | Leroux 23' Morgan 42' |

| Estadio Municipal de La Florida, La Florida Nézőszám: 12 000 Játékvezető: Ihringova (angol) |

| A 2008-as U20-as női labdarúgó-világbajnokság győztese |
| ------------------------------------------------------ |
| EGYESÜLT ÁLLAMOK 2. cím                                |

## Gólszerzők
| 6 gólos - Sydney Leroux 4 gólos - Ri Ye Gyong - Eugénie Le Sommer - Alex Morgan 3 gólos - Ra Un Sim - Marie Pollmann - Ebere Orji - Rosie White 2 gólos - Toni Duggan - Daiane - Érika - Francielle - Pamela - Cha Hu Nam - Ri Un Hyang - Nora Coton Pelagie - Marie-Laure Delie - Julie Machart - Marine Pervier - Nagaszato Aszano - Monica Lam-Feist - Nicole Banecki - Isabel Kerschowski - Kim Kulig - Lisa Schwab - Isabell Herlovsen - Ria Percival 1 gólos - Brooke Chaplen - Natasha Dowie - Florencia Jaimes - Adriane - Janaína - Ketlen - Maria Mardones - Daniela Pardo - Daniela Zamora | 1 gólos (folyt.) - Choe Un Ju - Pak Kuk Hui - Ri Hyon Suk - Ryom Su Ok - Ataejama Konomi - Gotó Micsi - Kojama Kie - Tanaka Aszuna - Ucugi Rumi - Julie Armstrong - Jonelle Filigno - Loredana Riverso - Liu Shukun - Zhang Rui - Oliva Amani - Charlyn Corral - Dinora Garza - Sylvie Banecki - Katharina Baunach - Nathalie Bock - Bianca Schmidt - Julia Simic - Rita Chikwelu - Ogonna Chukwudi - Joy Jegede - Sarah Michael - Ida Elise Enget - Marita Skammelsrud Lund - Becky Edwards - Keelin Winters - Renee Leota - Sarah McLaughlin Öngól - Javiera Guajardo (Nigéria ellen) - Nanu Mafuala (Japán ellen) - Wendoline Ortiz (Brazília ellen) - Carolin Schiewe (Brazília ellen) |